# スティ・アッチャーサイ
スティ・アッチャーサイ（タイ語: สุทธิ อัชฌาศัย ）はタイの環境活動家。『東部住民ネットワーク』の代表。マープタープット工業団地公害訴訟問題において設置された四者委員会の住民代表でもある。

## 略歴
ラヨーン県に生まれる。ラーマカムヘーン大学で学士号を取得。大学での学びの中で、住民運動、社会改善活動を志す。2005年に東部住民ネットワーク（本部：ラヨーン県ムアン郡）を立上げ、マープタープット公害問題に取り組んできた。2009年には『マープタープット工業団地投資問題解決四者委員会』の住民代表に指名される。

## マープタープット公害反対活動
2010年2月18日、東部住民ネットワークと近隣住民60名が、日本が早期問題解決のためにタイ政府に圧力をかけているとして、過去の日本の公害問題を踏まえ、解決を急がないように求める質問状を在タイ日本国大使館に提出した。